# Buldanberget-Bielloáhpe naturreservat
Buldanberget-Bielloáhpe naturreservat är ett naturreservat i Jokkmokks kommun i Norrbottens län. Reservatet är i februari 2024 överklagat.
Området är naturskyddat sedan 2023 och är 924 hektar stort. Reservatet ligger sydväst om Kåbdalis och består av gammal tallskog och vidsträckta myrarhällmarker.  